# Vinny DeGennaro
Vinny DeGennaro (ur. 19 kwietnia 1976 w Brooklynie w Nowym Jorku) – amerykański aktor filmowy i telewizyjny, kaskader, bokser oraz profesjonalny wrestler, znany także pod pseudonimem VinDiGi lub jako Vinny DeGennaro Jr.

## Życiorys
Urodził się w nowojorskim Brooklynie, gdzie ukończył Bishop Ford High School i studiował na Long Island University.
W 1998 powierzono mu role w trzech projektach telewizyjnych NBC: w sitcomie Showtime LateLine, filmie gangsterskim Przeciwko mafii (Witness to the Mob), którego współproducentem był Robert De Niro, inspirowanym historią Salvatore „Sammy’ego Bulla” Gravano, z Frankiem Vincentem, Tomem Sizemore i Debi Mazar, a także dramacie policyjnym Dociekliwy detektyw (Exiled: A Law & Order Movie) u boku Chrisa Notha, Dabneya Colemana, Sama Waterstona i Ice’a‑T. 
W dramacie gangsterskim Życie Carlita − Początek (Carlito's Way: Rise to Power, 2005) − prequelu Życia Carlita (1983) z udziałem Jaya Hernándeza, Mario Van Peeblesa, Michaela Kelly i Seana Combsa pojawił się jako przyjaciel Clyde’a. Rok później wystąpił jako Danny Roma w tragikomedii Sidneya Lumeta Uznajcie mnie za winnego (Find Me Guilty), gdzie partnerował Vinowi Dieselowi. 
W dramacie The Warrior Class (2007) zagrał boksera. Gościł w serialach telewizyjnych, takich jak Wszystkie moje dzieci (All My Children, 2005−2007), As the World Turns (2009) i Szpital miejski (General Hospital, 2015). W serialu Lucha Underground, produkowanym przez United Artists Media Group, odegrał cztery różne role. W czerwcu 2016 gościnnie pojawił się w serialu sportowym Kingdom, w odcinku pt. „Do Not Disturb”.
Występował w reklamach telewizyjnych. Jesienią 2006 wziął udział w sesji zdjęciowej do niemieckiego czasopisma „Fashion Magazine”. W 2013 został twarzą kampanii reklamowej organizowanej przez firmę Planet Fitness. 
Znany z muskularnej budowy ciała (180 cm wzrostu). Pracował jako dubler Vina Diesela i Johna Ceny. Diesela wspierał, zastępując go w trakcie kręcenia niektórych scen na planie filmów: Szybcy i wściekli 8 (2017) i xXx: Reaktywacja (2017).
Mieszka w Los Angeles.